# Listă de trihoptere din România
Trihopterele din România numără peste 260 de specii din 19 familii. Unele specii sunt cunoscute în popor cu denumirea de frigane.  Majoritatea speciilor, circa 168, sunt înregistrate în Banat, datorită nivelului mai înalt de cercetare a acestor insecte din regiune. În Transilvania au fost identificate  87 de specii, în Câmpia Română - 77 de specii, în Crișana - 36 de specii și în Moldova - doar 8 specii.

## SubordinulSpicipalpia

### SuprafamiliaRhyacophiloidea

#### FamiliaRhyacopiilidae
- Rhyacophila aquitanica Mc Lachlan, 1879
- Rhyacophila cibinensis Botoșăneanu & Marinkovic, 1967
- Rhyacophila confinium Botoșăneanu, 1957
- Rhyacophila doehleri Botoșăneanu, 1957
- Rhyacophila fagarasiensis Botoșăneanu, 1964
- Rhyacophila fasciata Hagen, 1859
- Rhyacophila fischcri Botoșăneanu, 1957
- Rhyacophila flava Klapalek, 1898
- Rhyacophila furcifera Klapalek, 1904
- Rhyacophila glarcosa Mc Lachlan, 1867
- Rhyacophila kirnminsbna Botoșăneanu, 1958
- Rhyacophila laevis Pictet, 1834
- Rhyacophila mocsaryi Klapalek, 1898
- Rhyacophila motasi Botoșăneanu, 1957
- Rhyacophila nubila (Zetterstedt, 1840)
- Rhyacophila obliterata Mc Lachlan, 1863
- Rhyacophila orghidani Botoșăneanu, 1952
- Rhyacophila philopotamoides orientis Schmid, 1970
- Rhyacophila polonic Mc Lachlan, 1879
- Rhyacophila tristis Pictet, 1834
- Rhyacophila valkanovi Botoșăneanu, 1957

### SuprafamiliaHydroptiloidea

#### FamiliaGlossosomatidae
- Glossosoma boltoni Curtis, 1834
- Glossosoma confonnis Neboiss, 1963
- Glossosoma discophorum Klapalek, 1902
- Synafophora intermedia (Klapalek, 1892)
- Synagapetus armatus (Mc Lachlan, 1879)
- Synagapetus iridipennis Mc Lachlan, 1879
- Synagapetus moselyi (Ulmer, 1938)
- Agapetus belareca Botoșăneanu, 1957
- Agapetus delicatulus Mc Lachlan, 1884
- Agapetus fuscipes Curtis, 1834
- Agapetus laniger (Pictet, 1834)
- Agapetus ochripes Curtis, 1834
- Agapetus rectigonopoda Botoșăneanu, 1957

#### FamiliaHydroptilidae
- Stactobia caspersi Ulmer, 1950
- Stactobia maclachlani Kimmins, 1949
- Stactobiella risi (Felber, 1908)
- Orthotrichia angustclla (Mc Lachlan, 1865)
- Orthotrichia costalis (Curtis, 1834)
- Orthotrichia mclitta Malicky, 1976
- Ithytrichia lamcllaris Eaton, 1873
- Oxyethira falcata Morton, 1893
- Oxyethira flavicornis (Pictet 1834)
- Hydroptila forcipata (Eaton, 1873)
- Hydroptila lotensis Mosely, 1930
- Hydroptila occulta (Eaton, 1873)
- Hydroptila pulchricornis (Pictet, 1834)
- Hydroptila simulans Mosely, 1920
- Hydroptila sparsa Curtis, 1834
- Hydroptila tineoides Dalman, 1819
- Hydroptila vectis Curtis, 1834
- Agraylea multipunctata Curtis, 1834
- Agraylea sexmaculata Curtis 1834
- Allotrichia pallicornis (Eaton, 1873)
- Tricholciochiton fagesii (Guinard, 1 879)

## SubordinulAnnulipalpia

### SuperfamiliaPhilopotamoidea

#### FamiliaPhilopotamidae
- Philopotamus montanus (Donovan, 1813)
- Philopotamus variegatus (Scopoli, 1763)
- Wormaldia occipitalis (Pictet, 1834)
- Wormaldia triangulifera Mc Lachlan, 1878
- Wormaldia pulla (Mc Lachlan, 1878)
- Wormaldia subnigra Mc Lachlan, 1865

### SuprafamiliaHydropsychoidea

#### FamiliaHydropsychidae
- Diplectona atra Mc Lachlan, 1878
- Hydropsyche angustipennis (Curtis, 1834)
- Hydropsyche botosanenui Marinkovic, 1966
- Hydropsyche bulbifera Mc Lachlan, 1878
- Hydropsyche bulgaromanorum Malicky, 1977>
- Hydropsyche contubernalis Mc Lachlan, 1865
- Hydropsyche emarginata Navas, 1923
- Hydropsyche fulvipes (Curtis, 1834)
- Hydropsyche instabilis (Curtis, 1834)
- Hydropsyche modesta Navas, 1925
- Hydropsyche ornatulata Mc Lachlan, 1878
- Hydropsyche pellucidula (Curtis, 1834)
- Hydropsyche saxonica Mc Lachlan, 1 884
- Hydropsyche sinuata Botoșăneanu& Mrinkovic, 1966
- Hydropsyche tabacarui Botășeanu, 1960.
- Cheumatopsyche lepida (Pictet, 1834)

#### FamiliaPolycentropodidae
- Neureclipsis bimaculata  (Linne, 1785)
- Plectrocnemia brevis Mc Lachlan, 1871
- Plectrocnemia conspersa (Curtis, 1834)
- Plectrocnemia kisbelai Botoșăneanu, 1976
- Plectrocnemia minima Klapalek, 1899
- Polycentropus excisus Klapalek, 1894
- Polycentropus flavomaculatus (Pictet, 1834)
- Polycentropus irroratus Curtis, 1835
- Polycentropus schmidi Novak & Botoșăneanu, 1965
- Holocentropus dubius (Rambur, 1842)
- Holocentropus picicornis (Stephens, 1836)
- Holocentropus stagnalis (Al barda, 1874)
- Cyrnus crenaticornis (Kolenati, 1858)
- Cymus trimaculatus (Curtis, 1834)

#### Familia Psychomyiidae
- Psychmyia pusilla (Fabricius, 1781)
- Lype phaeopa (Stephens, 1836)
- Lype reducra (Hagen, 1868)
- Tinodes kimminsi Sykora, 1962
- Tinodes pallidulus Mc Lachlan, 1878
- Tinodes polifurculatus Botogrneanu, 1956
- Tinodes raina Botogfneanu, 1960
- Tinodes rostocki Mc Lachlan, 1878
- Tinodes unicolor (Pictet, 1834)
- Tinodes waeneri (Linne, 1758)

#### FamiliaEcnomidae
- Ecnomus tenellus (Rambur, 1842)

## SubordinulIntegripalpia

### SuperfamiliaPhyrganeoidea

#### FamiliaPhyrganeidae
- Trichostegia minor (Curtis, 1834)
- Agrypnia pagetana Curtis, 1835
- Agrypnia picta Kolcnati, 1848
- Agrypnia varia (Fabricius, 1793)
- Phryganea bipunctata Retzius, 1783
- Phryganea grandis Linne
- Oligotricha striata (Linne, 1758)
- Hagenella clathrata (Kolenati, 1848)
- Oligostomis reticulata (Linne, 1761)

### SuprafamiliaLimnephiloidea

#### FamiliaBrachycentridae
- Brachycentrus montanus Klapalek, 1892
- Brachycentrus subnubilus Curtis, 1834
- Brachycentrus (Oligoplectrum) macularum (Fourcroy, 1785)
- Micrasema minimum Mc Lachlan, 1876

#### FamiliaLimnephilidae
- Ironoquia dubia (Stephens, 1837)
- Apatania carpathica Schmid, 1954
  - Apatania carpathica carpathica Schmid
  - Apatania carpathica motasi Botoșăneanu
- Drusus annulatus (Stephens, 1837)
- Drusus biguttatus (Pictet, 1834)
- Drusus brunneus Klapalek, 1898
- Drusus buscatensls Botoșăneanu, 1960
- Drusus carpathicus Dziedzielewin, 191
- Drusus discolor (Rambur, 1842)
- Drusus romanicus Murgoci & Botoșăneanu
- Drusus tenellus (Klapalek, 1898)
- Drusus trifidus Mc Lachlan, 1868
- Ecclisopteryx dalecarlica Kolenati, 1848
- Ecclisopteryx guttulata (Pictet, 1834)
- Ecclisopteryx madida (Mc Lachlan, 1867)
- Limnephilus affinis Curtis, 1834
- Limnephilus auricula Curtis, 1834
- Limnephilus binoratus Curtis, 1834
- Limnephilus bipunctatus Curtis, 1834
- Limnephilus centralis Curtis, 1834
- Limnephilus coenosus Curtis, 1834
- Limnephilus decipiens (Kolenati, 1848)
- Limnephilus extricatus Mc Lachlan, 1865
- Limnephilus flavicornis (Fabricius, 1789)
- Limnephilus flavospinosus (Stein, 1 874)
- Limnephilus fuscicornis Rambur, 1842
- Limnephilus griseus (Linne, 1759)
- Limnephilus hirsurus (Pictet, 1834)
- Limnephilus ignavus Mc Lachlan, 1865
- Limnephilus lunarus Curtis, 1834
- Limnephilus nigriceps (Zetterstedt, 1840)
- Limnephilus polirus Mc Lachlan, 1865
- Limnephilus rhombicus Linne, 1758
- Limnephilus sparsus Curtis, 1834
- Limnephilus stigma Curtis, 1834
- Limnephilus viltatus (Fabricius, 1798)
- Colpotaulius incisus (Curtis, 1834)
- Grammotaulius nigmpunctarus (Retzius, 1783)
- Grammotaulius nitidus (Muller, 1764)
- Glyphotaelius pellucidus (Retzius, 1783)
- Nemotaulius punctatolineatus (Retzius, 1783)
- Anabolia furcata Brauer, 1857
- Anabolia laevis (Zetterstedt, 1840)
- Anabolia nemosa (Curtis, 1834)
- Phacopteryx brevipennis (Curtis, 1834)
- Rhadicoleptus alpestris (Kolenati, 1848)
- Potamophylax cingulatus (Stephens, 1837)
- Potamophylax jungi Mey, 1976
- Potamophylax latipennsis (Curtis, 1834)
- Potamophylax lucruosus (Pill. & Mitt., 1793)
- Potamophylax millenii (Klapalek, 1 898)
- Potamophylax nigricomis (Pictet, 1834)
- Potamophylax pallidus (Klapalck, 1900)
- Potamophylax rotundipennis (Brauer, 1857)
- Acrophylax vernalis Dziedzielewin, 1912
- Chionophyhx aamohoricus (Dziedzielewicz, 1911)
- Chionophylax mindszentyi Schmid, 1951
- Halesus digitatus (Schrank, 1781)
- Halesus mbricollis (Pictet, 1834)
- Halesus tesselatus (Rambur, 1842)
- Melampophylax mucoreus (Hagen, 1861)
- Melampophylax nepos (Mc Lachlan, 1880)
- Isogamus aequalis (Klapalck, 1907)
- Isogamus lineatus (Klapalek, 1903)
- Pamchiona picicornis (Pictet, 1834)
- Stenophylax lateralis (Stephens, 1837)
- Stenophylax mitis Mc Lachlan, 1875
- Stenophylax nycterobius (Mc Lachlan, 1875)
- Stenophylax permistus Mc. Lachlan, 1895
- Stenophylax sequax (Mc Lachlan, 1875)
- Stenophylax testaceus (Gmelin, 1789)
- Stenophylax vibex meridiorientalis Malicky, 1980
- Stenophylax vibex vibex (Curtis, 1834)
- Mesophylax impunctatus Mc Lachlan, 1884
- Allogamus auricollis (Pictet, 1834)
- Allogamus dacicus Schmid, 1951
- Allogamus uncatus (Brauer, 1857)
- Chaetopteryx biloba Botoșăneanu, 1960
- Chaetopteryx cissylvanica Botoșăneanu, 1960
- Chaetopteryx major Mc Lachlan, 1876
- Chaetopteryx polonica Dziedzielewicz, 1889
- Chaetopteryx sahlbegi Mc Lachlan, 1876
- Chaetopteryx schmidi Botoșăneanu, 1957
- Chaetopteryx subadiata Klapalek, 1907
- Psilopteryx curviclavata Botoșăneanu, 1957
- Psilopteryx psorosa (Kolenati, 1860)
  - Psilopteryx psorosa carpathica Schmid, 1952
  - Psilopteryx psorosa gutinensis Mey & Bots., 1985
  - Psilopteryx psorosa retezatica Bots. & Schn., 1978
  - Psilopteryx psorosa transsylvanica Mey & Bots., 1985
- Chaetopterygopsis maclachlani Stein, 1874
- Chaetopterygopsis sisestii Botoșăneanu, 1961
- Annitella lateroproducta (Botoșăneanu, 1952)
- Annitella obscurata (Mc Lachlan, 1876)
- Annitella transsylvanica Murgoci, 1957

#### FamiliaGoeridae
- Goera pilosa (Fabricius, 1775)
- Lithax niger (Hagen, 1859)
- Lithax obscums (Hagen, 1859)
- Sifo graellsi Pictet, 1 865
- Silo nigricornis (Pictet, 1834)
- Silo pallipes (Fabricius, 1781)
- Silo piceus (Brauer, 1 857)

#### FamiliaUenoidae
- Thremma anomalum Mc Lachlan, 1876

#### FamiliaLepidostomatidae
- Lepidostoma himm (Tabricius, 1781)
- Lasiocephala basalis (Kolenati, 1848)
- Crunoecia irrorata (Curtis, 1834)
- Crunoecia monospina Botoșăneanu, 1960

### SuprafamiliaLeptoceroidea

#### FamiliaLeptoceridae
- Athripsodes albifmns (Linne, 1759)
- Athripsodes aterrimus (Stephens, 1836)
- Athripsodes bilineams (Linne', 1758)
- Athripsodes cinereus (Curtis, 1834)
- Athripsodes commutatus (Rostock, 1874)
- Athripsodes leucophaeus (Rambur, 1842)
- Ceraclea (Ceraclea) albogutmta (Hagen, 1 860)
- Ceraclea (Ceraclea) fulva (Rambur, 1842)
- Ceraclea (Ceraclea) nigronervosa (Retzius, 1783)
- Ceraclea (Ceraclca) senilis (Burmeister, 1838)
- Ceraclea (Athripsodina) annulicomis (Stephens, 1 836)
- Ceraclea (Athripsodina) aurea (Pictet, 1834)
- Ceraclea (Athripsodina) dissimilis (Stephens, 1 836)
- Ceraclea (Athripsodina) riparia (Albarda, 1 874)
- Mysacides azurea (Linne, 1761)
- Mystacides longicomis (Linne, 1759)
- Mysacides nigra (Linne, 1758)
- Triaenodes bicolor (Curtis, 1834)
- Ylodes conspersus (Rambur, 1842)
- Ylodes kawraiskii (Martynov, 1909)
- Ylodes simulans (Tjeder, 1929)
- Oecetis furva (Rarnbur, 1 842)
- Oecetis intima Mc Lachlan, 1877